# HMS Blackwood (K313)
HMS Blackwood (K313) là một tàu frigate lớp Captain của Hải quân Hoàng gia Anh hoạt động trong Chiến tranh Thế giới thứ hai. Nó nguyên được Hoa Kỳ chế tạo như là chiếc DE-4, một tàu hộ tống khu trục lớp Evarts, và chuyển giao cho Anh Quốc theo Chương trình Cho thuê-Cho mượn (Lend-Lease). Nó là chiếc tàu chiến thứ hai của Hải quân Anh được đặt tên theo Phó đô đốc Sir Henry Blackwood (1770 – 1832), người từng tham gia các cuộc Chiến tranh Cách mạng Pháp và Chiến tranh Napoleon. Nó đã phục vụ trong chiến tranh cho đến khi bị hư hại do trúng ngư lôi phóng từ tàu ngầm U-boat Đức U-764 vào ngày 15 tháng 6, 1944, và đắm vào ngày hôm sau ngoài khơi Portland Bill.

## Thiết kế và chế tạo
Những tàu frigate lớp Captain thuộc phân lớp Evarts có chiều dài chung 289 ft 5 in (88,21 m), mạn tàu rộng 35 ft 1 in (10,69 m) và độ sâu mớn nước khi đầy tải là 8 ft 3 in (2,51 m). Chúng có trọng lượng choán nước tiêu chuẩn 1.140 tấn Anh (1.160 t); và lên đến 1.430 tấn Anh (1.450 t) khi đầy tải. Hệ thống động lực bao gồm bốn động cơ diesel General Motors Kiểu 16-278A nối với bốn máy phát điện để vận hành hai trục chân vịt; công suất 6.000 hp (4.500 kW) cho phép đạt được tốc độ tối đa 21 kn (24 mph; 39 km/h), và có dự trữ hành trình 4.150 nmi (4.780 mi; 7.690 km) khi di chuyển ở vận tốc đường trường 12 kn (14 mph; 22 km/h).
Vũ khí trang bị bao gồm ba pháo 3 in (76 mm)/50 cal trên tháp pháo nòng đơn có thể đối hạm hoặc phòng không, một khẩu đội 1,1 inch/75 caliber bốn nòng và chín pháo phòng không Oerlikon 20 mm. Vũ khí chống ngầm bao gồm một dàn súng cối chống tàu ngầm Hedgehog Mk. 10 (có 24 nòng và mang theo 144 quả đạn); hai đường ray Mk. 9 và tám máy phóng K3 Mk. 6 để thả mìn sâu.
Blackwood được đặt lườn như là chiếc DE-4 tại Xưởng hải quân Boston ở Boston, Massachusetts vào ngày 22 tháng 9, 1942; nó được hạ thủy vào ngày 23 tháng 11, 1942. Con tàu được chuyển giao vào ngày 27 tháng 3, 1943, mang ký hiệu lườn K313, và nhập biên chế cùng Hải quân Hoàng gia Anh dưới quyền chỉ huy của Hạm trưởng, Thiếu tá Hải quân George Victor Legassick.

## Lịch sử hoạt động
Trong quá trình phục vụ cùng Hải quân Hoàng gia Anh, Blackwood hoạt động trong vai trò chính là hộ tống các đoàn tàu vận tải vượt Đại Tây Dương từ năm 1943 đến năm 1944. Tại phía Đông Bắc quần đảo Azores vào ngày 23 tháng 11, 1943, nó đã cùng các tàu frigate Bazely (K311) và Drury (K316) đánh chìm chiếc U-648; rồi chỉ hai ngày sau đó lại cùng với Bazely đánh chìm chiếc U-600 tại vị trí về phía Bắc Ponta Delgada, Azore.
Blackwood nằm trong thành phần Đội hộ tống và tham gia tuần tra khu vực phía Tây eo biển Manche vào ngày 15 tháng 6, 1944, nhằm bảo vệ cho các tàu chiến tham gia Chiến dịch Neptune, hoạt động hải quân trong khuôn khổ cuộc Đổ bộ Normandy. Tàu ngầm U-764 phát hiện ra Blackwood và phóng một quả ngư lôi dò âm G7es (T5) hướng về nó. Chiếc tàu frigate trúng ngư lôi, nổ tung và bị hư hại nặng, với phần mũi tàu bị đắm ngày và 57 thành viên thủy thủ đoàn thiệt mạng; phần thân tàu được cho kéo quay trở về Anh, nhưng đã bị đắm ngoài khơi Portland Bill vào ngày hôm sau. Xác tàu đắm nằm ở độ sâu 60 m (200 ft), tại tọa độ 50°07′0″B 02°01′6″T / 50,11667°B 2,01833°T; địa điểm đắm tàu là một nơi được bảo vệ theo Luật bảo vệ Di sản Quân sự 1986.
BDE-4 được Hải quân Hoa Kỳ rút tên khỏi danh sách Đăng bạ Hải quân vào ngày 13 tháng 11, 1944.